# 克林頓 (康乃狄克州)
克林頓（英語：Clinton）是一個位於美國康乃狄克州米德爾塞克斯縣的城鎮。

## 地理
克林頓的座標為41°17′40″N 72°31′49″W / 41.29444°N 72.53028°W，而該地的平均海拔高度為10米（即33英尺）。

## 人口
根據2010年美國人口普查的數據，克林頓的面積為49.20平方千米，當中陸地面積為42.20平方千米，而水域面積為7.00平方千米。當地共有人口13260人，而人口密度為每平方千米269.51人。